# キース・レヴィン
キース・レヴィン （Keith Levene: 出生名 Julian Keith Levene、1957年7月18日 - 2022年11月11日）は、イングランドのギタリスト、作詞家、作曲家。パブリック・イメージ・リミテッド (PiL) のメンバーとして有名である。

## 経歴
ロンドン出身。サイモン・レイノルズの本によると、彼は熱心なプログレッシブ・ロックファンで、15歳の時にイエスの『危機』 (Close to the Edge) ツアーのローディーを務めた。
彼はザ・クラッシュとフラワーズ・オブ・ロマンスの初期メンバーだった。ザ・クラッシュのファースト・アルバム『白い暴動』に収録された「ワッツ・マイ・ネイム」の共作者だが、レコーディングには参加していない。後に彼は同アルバムの数曲は自作もしくは共作だと主張したが、やがて取り下げた。
1978年4月、セックス・ピストルズが分解した後、ジョン・ライドン、ジャー・ウォブル（英語: Jah Wobble）、ジム・ウォーカー（英語: Jim Walker）とパブリック・イメージ・リミテッド (PiL) を結成。彼はPiLのレコーディングでは、シンセサイザーを取り入れる為にしばしばギターの演奏を控えた。
1980年から1981年にかけて、PiLのアルバム『フラワーズ・オブ・ロマンス』 (Flowers of Romance) 完成後、マーガレット・パターソン博士によるヘロイン中毒の治療を数週間受けた。1983年にヘロイン中毒と新曲のアレンジについての他のメンバーとの対立が原因で、東京公演を目前にPiLを去った。脱退後、彼はPiLがアルバム『ディス・イズ・ホワット・ユー・ウォント…ディス・イズ・ホワット・ユー・ゲット』 (This Is What You Want... This Is What You Get) の制作に取組んでいた間に、そのオリジナル・ヴァージョンを『コマーシャル・ゾーン』 (Commercial Zone) というタイトルで発表している。
1985年、二番目の妻でジャーナリストであるシェリー・ダ・クーニャが会社を設立したのを機に、ロサンゼルスへ移住した。
1986年半ばには、エンジニアのスティーブ・カターニア、ダン・ネベンザールらとレッド・ホット・チリ・ペッパーズのアルバム『ジ・アップリフト・モフォ・パーティ・プラン』(The Uplift Mofo Party Plan) 用のデモを制作したが、資金を麻薬に使い果たす。またDJと一緒に働いていたマット・ダイクのサンプリング技術とヒップホップを試し、アイスTとトーン・トクの「デリシャス」(Delecious)　の初期レコーディングを行った。
2003年、ピッグフェイスのアルバム『イージーリスニング...』の制作に貢献する。そして何枚かのソロ・レコード、2004年にはEP『キラー・イン・ザ・クラウド』 (Killer in the Crowd)を発表した。
2010年10月、PiLの前任ベーシストだったジャー・ウォブルと合流し、セックス・ピストルズ・エクスペリエンスのボーカリスト、ネイサン・マーヴェリックも交えてブリドリントンスパのミュージックポート・フェスティバルに出演する。
2011年にはローンレディのアルバム『サイキック・ライフ』(Psychic Life) でコラボレーションして、3つのトラックの制作に貢献した。
彼とウォブルはボーカリストのネイサン・マーヴェリック、トランペッターのショーン・コルビー、ドラマーのマーク・レイトンを加えメタルボックス・イン・ダブとしての活動を開始する。
2012年初めに日本公演を計画したが入国ビザの問題でキャンセルした。しかし同年7月にフジロック・フェスティバルに出演して日本公演を実現させた。9月にウォブルとのコラボレーションとして4曲入りの『EP』(EP)、11月にはフル・アルバム『イン＆ヤン』 (Yin & Yang)を発表した。
2015年、全曲インストゥルメンタルのアルバム『サーチ・フォー・アブソルート・ゼロ』（Search for Absolute ZeRo）を発表。
その後肝臓癌を発症。2022年11月11日、65歳で病没した。

## 奏法
ジョン・ライドンをして「地上に降り立った天才のひとり」と言わしめた彼のプレイは、ロック・ギターの定石に捕われず、トレードマークとも言える1～4弦を中心に組み上げた独自のコードに加え、ハイ・フレットを使用したコード・ワークとランダムなハーモニクス音によるカッディングによる演奏を特徴とする。
PiL時代はトラヴィス・ビーン等のアルミネック・ギターを使用するなど、楽器の選択も独自の奏法に基づいた拘りがある。他にもアルバム『メタル・ボックス』（1980年）の録音で、当時は画期的なアナログ・シンセサイザーProphet-5をいち早く導入するなど、初期のPiLにおける彼の音楽的貢献は大きかった。
『メタル・ボックス』に収録されている「ポップトーンズ」と「レディオ４」のドラムスは彼の演奏である。

## ディスコグラフィ

### ザ・クラッシュ
- 1977　白い暴動 The Clash　（共作者のクレジットのみで演奏には参加せず）

### パブリック・イメージ・リミテッド
- 1978　パブリック・イメージ・リミテッド Public Image
- 1979　メタル・ボックス Metal Box （45回転12インチの3枚組）
- 1980　セカンド・エディション Second Edition（『メタル・ボックス』の33回転の2枚組LP版）
- 1980　パリ・ライヴ Paris in the Spring
- 1981　フラワーズ・オブ・ロマンス The Flowers of Romance
- 1984　コマーシャル・ゾーン Commercial Zone（キース・レヴィンによる自主製作盤）

- 1999　プラスティック・ボックス Plastic Box

### ソロ
- 1987　2011-Back Too Black
- 1988　Looking for Something
- 1989　Violent Opposition
- 2015   Search for Absolute ZeRo

### マーダー・グローバル
- 2002　キラー・イン・ザ・クラウドKiller in the Crowd

マーダー・グローバルとは、キース・レヴィンによるソロ・プロジェクト。

### ジャー・ウォブル、キース・レヴィン
- 2012　イーピーEP
- 2012　イン＆ヤンYin and Yang